# Kaare Strøm
Kaare Wallace Strøm (* 1953 in Arendal) ist ein norwegisch-US-amerikanischer Politikwissenschaftler. Seit 1994 ist er Professor an der University of California, San Diego. In seiner Forschung beschäftigt er sich schwerpunktmäßig mit politischen Parteien, Koalitionsregierungen sowie den Institutionen parlamentarischer Regierungssysteme in Europa.

## Werdegang
Kaare Strøm studierte Politikwissenschaft am St. Olaf College in den Vereinigten Staaten, an dem er 1976 einen Bachelor erwarb. Anschließend setzte er sein Studium an der Stanford University fort und erwarb dort zunächst 1979 einen Masterabschluss, ehe er 1984 in Stanford promoviert wurde.
Von 1983 bis 1986 hielt er eine Stelle als Assistant Professor an er Michigan State University und war daneben von 1984 bis 1987 auch Associate Professor an der Universität Bergen in Norwegen. 1986 wechselte er auf eine Position als Assistant Professor an der University of Minnesota, an der er 1989 zum Associate Professor befördert wurde. 1991 wechselte Strøm, zunächst ebenfalls als Associate Professor, an die University of California, San Diego, an der er seither tätig ist. 1994 erhielt er dort eine volle Professur. Daneben hielt er weitere Lehraufträge in Norwegen an der Universität Bergen und der Universität Oslo. Von 2003 bis 2013 war er zudem Fellow am Peace Research Institute Oslo.
Weitere Fellowships hielt er daneben von 1988 bis 1989 an der University of Rochester, von 1994 bis 1995 an der Hoover Institution, von 1997 bis 1998 am Zentrum für Grundlagenforschung der norwegischen Akademie der Wissenschaften in Oslo, 2001 am Bellagio-Center der Rockefeller-Stiftung, sowie von 2004 bis 2005 am Center for Advanced Study in the Behavioral Sciences in Stanford.
Im Jahr 1999 wurde Strøm Mitglied der Norwegischen Akademie der Wissenschaften, 2000 zudem auch der Königlichen Norwegischen Wissenschaftlichen Gesellschaft.

## Rezeption
Für seine 1990 veröffentlichte Monographie Minority Government and Majority Rule über die Verbreitung und Stabilität von Minderheitsregierungen wurde Strøm 1992 mit dem Stein-Rokkan-Preis für vergleichende Sozialforschung des Internationalen Rats für Sozialwissenschaften der UNESCO ausgezeichnet.
Insgesamt war Strøm bislang unter anderem an 15 Büchern als Autor oder Herausgeber beteiligt und veröffentlichte zahlreiche Artikel in Fachzeitschriften. Laut Google Scholar wurden die Publikationen Kaare Strøms bisher (Stand: Februar 2025) in über 23.000 anderen wissenschaftlichen Arbeiten zitiert, bei einem h-Index von 52. Seine meistzitierte Veröffentlichung ist dabei ein 1990 im American Journal of Political Science veröffentlichter Artikel, in dem er eine vereinheitlichte Theorie des Verhaltens von Parteien in parlamentarischen Regierungssystemen unter verschiedenen organisationellen und institutionellen Bedingungen entwickelt. Bisher verwiesen über 2.700 andere Arbeiten auf diesen Artikel. Ähnlich weit rezipiert wurde ein 2000 veröffentlichter Artikel, in dem Strøm Delegations- und Rechenschaftsbeziehungen in parlamentarischen Systemen identifiziert, mit über 2.500 Zitationen. Mit Wolfgang C. Müller gab er unter anderem zwei weitere einflussreiche Bücher über das Verhalten politischer Parteien sowie über Koalitionsregierungen in Westeuropa heraus.

## Werke (Auswahl)

### Als Autor
- Minority Government and Majority Rule. Cambridge University Press, 1990.
- Mit Shane Martin: Legislative Assemblies: Voters, Members, and Leaders. Oxford University Press, Oxford 2023.

### Als Herausgeber
- Mit Wolfgang C. Müller: Policy, Office, or Votes? How Political Parties in Western Europe Make Hard Choices. Cambridge University Press, 1999.
- Mit Gabriel A. Almond, G. Bingham Powell, Jr., und Russell J. Dalton: Comparative Politics Today: A World View. Addison-Wesley Longman, 7. Auflage, New York 2000. (Fünf weitere Auflagen bis 2018)
- Mit Wolfgang C. Müller: Coalition Governments in Western Europe. Oxford University Press, Oxford 2000.
- Mit Wolfgang C. Müller und Torbjörn Bergman: Delegation and Accountability in Parliamentary Democracies. Oxford University Press, Oxford 2003.
- Mit Gabriel A. Almond, Russell J. Dalton und G. Bingham Powell, Jr: European Politics Today. Addison-Wesley Longman, 3. Auflage, New York 2006. (Vierte Auflage 2010)
- Mit Wolfgang C. Müller und Torbjörn Bergman: Cabinets and Coalition Bargaining: The Democratic Life Cycle in Western Europe. Oxford University Press, Oxford 2008.
- Mit Magnus Öberg: Resources, Governance and Civil Conflict. Routledge, London 2008.
- Mit Torbjörn Bergman: The Madisonian Turn: Political Parties and Parliamentary Democracy in Nordic Europe. University of Michigan Press, Ann Arbor 2011.
- Mit Shane Martin: The Oxford Handbook of Legislative Studies. Oxford University Press, Oxford 2014.